# Karathanahalli, Krishnarajpet
Karathanahalli là một làng thuộc tehsil Krishnarajpet, huyện Mandya, bang Karnataka, Ấn Độ.